# Monocyphoniscus loritzi
Monocyphoniscus loritzi is een pissebed uit de familie Trichoniscidae. De wetenschappelijke naam van de soort is voor het eerst geldig gepubliceerd in 1966 door Karaman & Karaman.